# Savona
Savona é uma comuna italiana da região da Ligúria, província de Savona, com cerca de 62.494 habitantes. Estende-se por uma área de 65 km², tendo uma densidade populacional de 921 hab/km². Faz fronteira com Albissola Marina, Albisola Superiore, Altare, Cairo Montenotte, Quiliano, Vado Ligure.
É o local de nascença dos papas Sisto IV e Júlio II.
Savona costumava ser um dos principais locais da indústria de ferro italiana, tendo trabalhos em ferro e fundições, construção naval, oficinas ferroviárias, lojas de engenharia e uma fundição de bronze.
Um dos ex-habitantes mais famosos de Savona foi o navegador Cristóvão Colombo, que se dedicava a cultivar a terra enquanto escrevia as crónicas das suas viagens. 'A Casa de Colombo', uma casa de campo situada nas colinas Savona, ficava entre hortaliças e árvores frutíferas. É uma das várias residências de Ligúria associadas a Colombo.

## Etimologia
A origem do nome é desconhecida, porém Tito Lívio cita o nome Sauone.

## Demografia
| Variação demográfica do município entre 1861 e 2011                               |
|                                                                                   |
| Fonte: Istituto Nazionale di Statistica (ISTAT) - Elaboração gráfica da Wikipedia |

## História
Habitada nos tempos antigos por tribos Ligures, ficou sob a influência romana em 180 aC., após as guerras púnicas em que a cidade se tinha aliado a Cartago. Com a queda do Império Romano do Ocidente, passou para o domínio Lombard em 641 AD (sendo destruída no ataque) após um curto período como uma possessão Ostrogoda e depois Bizantina. Mais tarde foi recuperada como sede de condado no Império Carolíngio. No século décimo os seus bispos eram condes de Savona, mas mais tarde o condado passou para os marqueses de Monferrato (981) e seguidamente para os marqueses Del Vasto (1084).
Depois de uma longa luta contra os sarracenos, Savona adquiriu a independência no século XI, tornando-se um município livre e aliado do imperador. Savona foi o centro da cultura religiosa (entre os séculos XIII e XVI), devido ao trabalho de dois mosteiros importantes: Dominicanos e Franciscanos. Posteriormente lutou contra Génova antes de ser definitivamente conquistada em 1528. Os genoveses destruíram a zona alta da cidade e atolaram o porto. Partilharam as fortunas da República de Génova até aos tempos de Napoleão. Entre abril e meados de maio de 1800, as forças austríacas sitiaram a cidade, enquanto uma pequena força naval britânica manteve um bloqueio; a fortaleza rendeu-se em 15 de maio. Subsequentemente Savona foi anexada ao Reino da Sardenha-Piemonte (1815) e acabou por tornar-se parte da Itália unificada.

## Locais principais

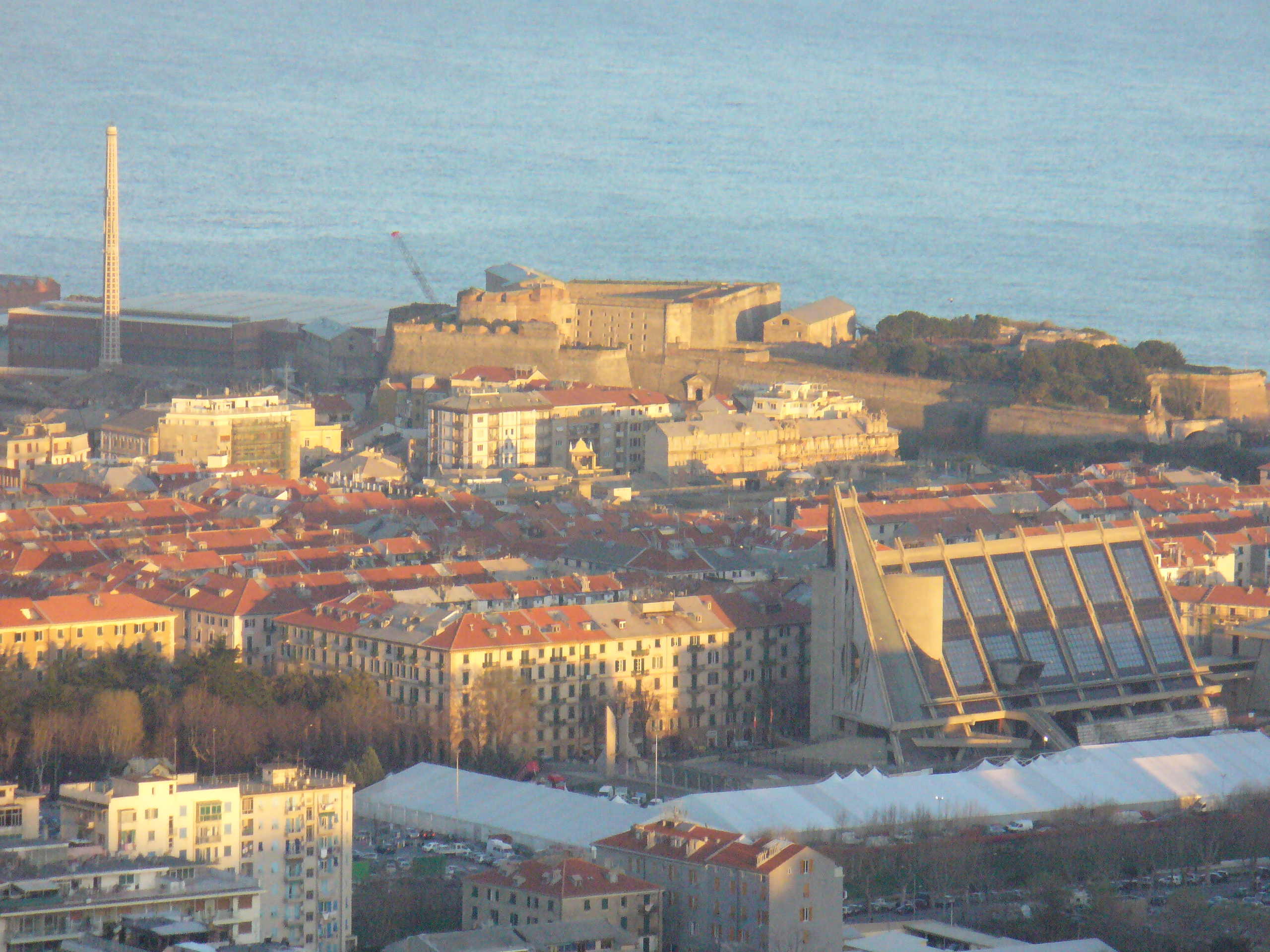
Panorama of Savona and Priamar fortress

### Igrejas
- A Cattedrale dell'Assunta (Catedral de Assunta), construída após a destruição da catedral antiga pelos Genoveses.
- A Cappella Sistina (Capela Sistina), adjacente à Catedral e construída em 1480-1483, que alberga o mausoléu erigido pelo Papa Sixtus IV da família Della Rovere para homenagear os seus pais, Leonardo Della Rovere e Luchina Monleone. A construção foi acompanhada por Giovanni D'Aria e o seu irmão Michele. A capela é arquitetonicamente semelhante à capela dedicada ao Cardeal Pietro Riario da Basílica dos Santos Apóstolos em Roma. Após anos de deterioração, em 1765-1767 foi ordenada a reconstrução pelo Doge genovês Francesco Maria Della Rovere. Este atualizou a capela num estilo Rococó, com o teto pintado por Paolo Gerolamo Brusco. A catedral tem uns assentos do coro esculpidos em madeira do século XVI dignos de nota.
- A igreja de Nostra Signora di Castello (Nossa Senhora do Castelo) tem um grande altar pintado em 1490 por Vincenzo Foppa e Ludovico Brea.
- O Sanctuary of Nostra Signora della Misericordia (Santuário de Nossa Senhora da Misericórdia).